# Fresnay-le-Comte

Fresnay-le-Comte este o comună în departamentul Eure-et-Loir, Franța. În 2009 avea o populație de 336 de locuitori.